# Slaget vid Sabbath Day Point
Slaget vid Sabbath Day Point den 25 juli 1757 var ett överfall av en fransk-indiansk styrka på en brittisk-amerikansk styrka vid Lake George, som ledde till den sistnämndas nästan totala förintelse.

## Bakgrunden
Efter slaget vid Lake George 1755 lät William Johnson anlägga en skans, Fort William Henry, vid sjöns södra ände. 1757 gick fransmännen under Montcalm till offensiv i Lake George-Lake Champlain-området. Franska och indianska stridspatruller gjorde det omöjligt för William Henrys kommendant George Monro att få någon information som kunde kasta ljus över fransmännens intentioner. Han beslöt därför att skicka en stark rekognoseringsstyrka norrut på sjön. Styrkan ställdes under befäl av överstelöjtnant John Parker och bestod av fem kompanier från hans New Jersey-regemente och två kompanier från New York-regementet. Syftet var att anfalla de franska förposterna, ta så många fångar som möjligt och sedan återvända till William Henry.

## Framryckningen
På kvällen den 23 juli började Parkers styrka ro norrut över sjön i 22 båtar. När det blev mörkt ankrade man och sov i båtarna bland öarna söder om Sabbath Day Point. På morgonen den 24 började man efter en snabb frukost att ro igen. Samma morgon hade en mohawkisk spaningspatrull lyckats ta sig förbi de fransk-indianska stridspatrullerna och överraska en fransk patrull. Mohawkerna dödade och sårade några av de franska soldaterna innan de snabbt försvann söderut igen. En stor styrka med Frankrike allierade indianer började genast förfölja dem. Mohawkerna kom undan, men mot kvällen den 24 juli upptäckte deras förföljare Parkers styrka som låg i sina båtar strax söder om udden Sabbath Point. Rapportkarlar varnade det franska lägret och snart var en större styrka kanadensare och indianer på väg dit.

## Striden
På kvällen den 24 juli låg ungefär 600 indianska krigare och 50 kanadensiska milismän dolda i skogen ovanför stranden vid Sabbath Day Point. Den franska marinkårsfänriken Langlade hade anlänt och tagit befälet. Parkers styrka tillbringade natten vid udden. Vid avfärden på morgonen den 25 juli blev tre båtar skilda från de övriga i dimman och kom närmare stranden. Langlades styrka öppnade eld. De tre båtarna förenade sig skyndsamt med Parkers huvudstyrka vilken snabbt rodde norrut. Indianerna och kanadensarna släpade fram sina kanoter ur strandbuskagen och tog upp förföljandet. Därigenom avskar de också Parkers reträttväg söderut. Under striden stupade eller drunknade omkring 100 provinssoldater, medan 160 blev tillfångatagna. Indianerna simmade under deras båtar och välte dem och stack sedan ned dem i vattnet. Många av de amerikanska soldaterna drabbades av panik och gav sig utan strid. Fyra båtar och några soldater som försvann in i skogen, sammanlagt mindre än 100 man, klarade sig undan. Till dem hörde överstelöjtnant Parker. Den fransk-indianska styrkan hade en man sårad. Indianerna fick tag på Parkers spritförråd och berusade sig våldsamt. Odawaindianerna dödade och åt upp tre fångar. De kristna abenakerna vägrade dock att delta i denna måltid.